# Кинески брест
Кинески брест (Ulmus parvifolia) или брест чипкасте коре је 1790. године описао Жакен (Nikolaus Joseph Freiherr von Jacquin, 1727–1817) научник који се бавио медицином, хемијом и ботаником. Од више синонима најчешћи је U. chinensis Pers. Многи аутори ову врсту бреста сврставају међу најлепше, са хабитусом који подсећа на нотофагус

## Ареал
Нативан је у Кини, Индији, Тајвану, Јапану, Северној Кореји и Вијетнаму где расте испод 800 m над морем.

## Опис врсте
Полузимзелено, мало дрво до 25 m висине и прсним пречником од 50–60 cm, са витким стаблом и округлом круном. Кора се љуспа у танке плочице неправилног облика и разнобојна је одакле назив брест чипкасте коре. Гранчице врло танке са кратким сомотастим длачицама. Зимски пупољци мали, голи, мрки, зашиљени, 0,5–5 mm дуги и 1–2 mm широки.
Листови мали, полузимзелени, елиптични, јајасти или објајасти, са лица сјајни, са затупастим врхом и асиметричном клинасто-заокругљеном основом, са 10-12 пари нерава, просто назубљени по ивици, 0,7–5 cm дуги и 0,5-2,5 cm широки. Лисна дршка дуга 1 cm, маљава.
Цветови, у августу, у седећим цвастима по 3-7, у пазусима листова. Перигон 2-2,5 mm, бео, црвен или ружичаст, го, до основе раздељен на 4 режња. Прашника, са тамноцрвеним антерама, у истом броју. Тучак го, жиг бео.
Плод мали, светлосмеђ, го, са уским чврстим крилом, овалан, 0,8–1 cm дуг и 0,6-0,8 cm широк, на краткој дршци, урез на врху допире до половине дужине од врха до семена. Семе у средини 2,5-3,5 mm дуго и 2–3 mm широко. Плодоношење у септембру.

## Култивари
- 'Nana Variegata' Клон синтетисан у Јапану са панашираним ситним листовима и жбунастим хабитусом. Листови дуги 1–3 cm и широки 0,8-1,8 cm, скоро симетричне основе, са 5-8 нерава на једној половини. Мрље на листу неправилне беле или са ружичастом нијансом, понекад цели листићи бели, а понекад само са белим тачкама у урезу зубаца. Лисна дршка око 1–2 mm дуга[3].
- 'Variegata' Сличан претходном клону, листићи мање више исти, само је хабитус сличан основној врсти, мада нешто нижи. Оба клона веома варијабилна у зависности од фактора спољашње средине[3].